# Гурьевы (купеческий род)

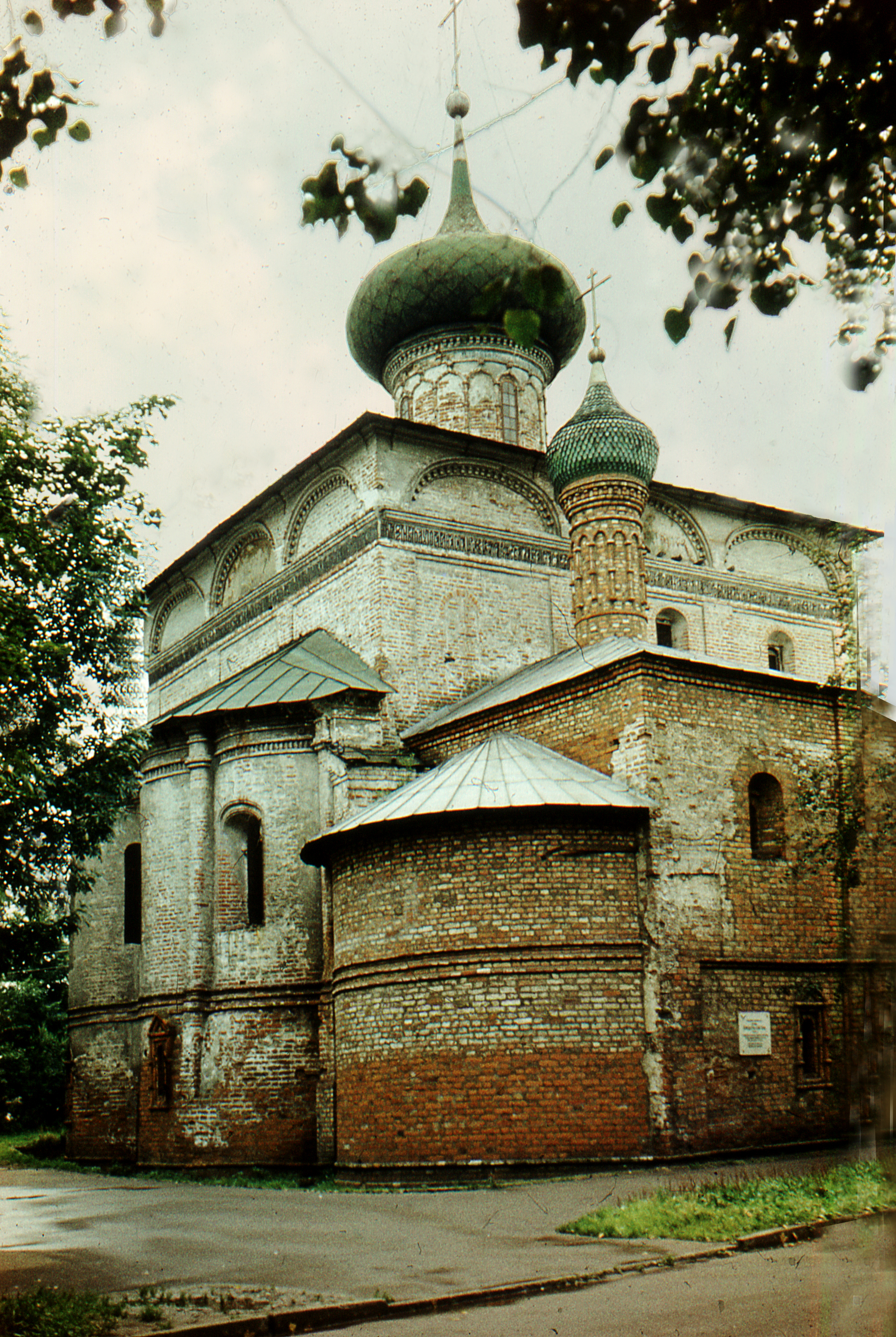
Ярославская церковь, построенная купцами Гурьевыми в 1636-1644 годах на берегу Волги. В высоком подклете Гурьевы хранили привезённые по Волге товары.

Назарьевы-Гурьевы — ярославский род купцов и промышленников XVII века, приехавший на Верхнюю Волгу из Новгорода. Основанный ими на Яике город до 1991 года назывался Гурьев (сейчас Атырау).
Купеческая фамилия посадских людей Ярославля, куда они бежали или были переселены Иваном Грозным после Новгородского погрома. Исходно Назарьевы, в XVII веке стали зваться Гурьевыми, по имени Гурия Назарьева. Братья Гурий и Анкиндин (Дружина) Назарьевы в начале XVII века лидеры Ярославского посада. В 1608 году, когда на город напали сторонники «тушинского вора», Анкиндин «стоял против них крепко и непоколебимо в твердости ума своего безо всякого сомнения и ни к каким воровским советам не приставал и Московскому государству во всем помогал и малодушных людей от всякого дурна отговаривал». Назарьевы финансировали ополчение Минина и Пожарского.
В 1613 году Гурий и Дружина Назарьевы получили звание государевых гостей. Дети Гурия Назарьева, Михаил, Андрей и Иван Гурьевы,  выполняли финансовые поручения правительства царя Михаила Федоровича: работали в Москве, «у Архангельского города у таможенных пошлинных сборов», в Нижнем Новгороде — «у денежного дела и у ефимочной покупки», в Астрахани — «у икряных промыслов и у хлебной покупки». Братья Гурьевы проводили торговые операции, бывая с товарами «в индийских землях богатых и в Бухаре»; составляли для посольского приказа в Москве карты своих путешествий. Их торговые агенты были в Сибири, Казани, Астрахани.
В 1640 году Гурьевы втайне от яицких казаков завели близ устья чрезвычайно богатого рыбой Яика (Жайык'а) крупные рыбные икряные промыслы, не допуская красную рыбу вверх на нерест. Учуг – специальное рыболовное устройство, состоявшее из стана (небольшого городка), с деревянным забором поперек русла всей реки из деревянных бревен или свай (чегеней) с ловушкой (избой) для красной рыбы со стороны течения реки. Стан, со всеми другими вспомогательными приспособлениями для складирования, вяления, посола рыбы, ограждался высоким забором и укреплялся рвом. Купцы заплатили дань ногайскому хану в Сарайчике. Промыслы обслуживали наемные местные жители. На промыслах содержали также табуны лошадей. Для их охраны от «калмыцких и казачьих погромов» Михаил Гурьев построил деревянный острог, привезя срубы укреплений и мастеровых людей «с Руси», — Усть-Яицкий городок, калмыцкий Узян-Балюзин, впоследствии город Гурьев (1708, ныне Атырау, Казахстан). Спустя несколько лет хозяйство окрепло, и Гурьевы отказались от уплаты дани Ногайскому ханству. Ведя здесь дела, Гурьевы столкнулись с упорным сопротивлением местных казаков, астраханцев, занимавшихся рыболовным промыслом. Учуги, перекрывшие Яик, в период нереста не пропускали рыбу вверх по реке, что вызывало возмущение жителей побережий. Было подготовлено даже покушение на жизнь сыновей Гурия Назарьева. В 1645 году правительство выдало Гурьевым указ, по которому разрешило строить на этом месте каменный город и освободило на 7 лет от налога на промыслы (около 18 тыс. рублей). Указ был дан 18 апреля 1645 года: "На реке Яик устроить город каменный мерою четырехсот сажен... Четырехугольный, чтобы всякая стена была по сто сажен в пряслах между башнями... Сделали тот каменный город и в ширину и в толщину с зубцами, как Астраханский каменный город..." Местом для городка был выбран остров в устье реки Яик и между двумя ее рукавами Платовой и Быковкой. Казна обязалась ежегодно поставлять 600 строителей. Строительством, начавшимся 6 июня 1647 года, руководил Иван Остриков, участвовавший в возведении каменного городка в Астрахани. Постройка города началась в 1647 году и стоила огромных денег, 289 942 руб. Казачьи и калмыцкие набеги также тормозили строительство. Охрану городка правительство взяло на себя, но с нею не всегда справлялось. Гурьевы тем не менее должны были за это нести госслужбу. В 1649 году донские казаки атамана Ивана Кондырева разграбили городок, передав учуг Яицкой вольнице. После чего, строительство каменной крепости возобновилось лишь на следующий, 1650 год. В 1661 году деревянный городок и промыслы были разорены атаманом Парфенком (Паршиком), после того как стрелецкий голова Гурьевского городка Иов Суровцев, взяточник и лихоимец, распустил за взятки всех бывших у него стрельцов на заработки в Астрахань, других отпустил в Русь, от пятисот стрельцов оставив десять. Каменная крепость была построена только в 1662 году. На постройке каменного города Гурьевы разорились, в значительной степени потому, что казна не выполнила своих обязательств по поставке квалифицированной рабочей силы и по освобождению Гурьевых от пошлин. Царская казна только за 27 лет (1640-1667 гг.) получила чистой прибыли в виде пошлины и поставок икры с Яицких промыслов 500 тысяч рублей серебром. В самом начале 1667 года яицкий атаман Васька Касымов штурмом, хоть и ненадолго, взял крепость, а затем, в июне того же года, крепость была взята донскими и яицкими казаками Степана Разина. Стрелецкий гарнизон в основном перешел на их сторону. С оказавшими сопротивление жестоко расправились. По приказу Разина была вырыта глубокая яма и 170 стрельцов были порублены и сброшены в нее, а стрелецкий голова Иван Яцын подвергнут казацкой казни - "опущению в воду", т.е. был утоплен. Здесь Разин провел зиму 1667-1668 гг. Осада крепости правительственными войсками длилась с перерывами до марта 1668 года, когда Разин на 24 стругах по Яику смог «незаметно» выйти из окружения и уйти на Каспий и далее в Персию. После ухода Разина в городке осенью того же 1668 года вспыхнуло восстание, вызвавшее панику в Астрахани, когда взбунтовались стрельцы и казаки. Бунт был жестоко подавлен. В 70-х - 80-х гг. рыбные промыслы Гурьевых были переданы в ведение приказа Большого двора  из-за неплатежеспособности обедневших купцов.
Братья были заказчиками церкви Рождества Христова на Волге (1644). Здесь впервые в практике ярославского храмостроительства была использована изразечная облицовка. Храм Рождества Христова стал первой ярославской церковью, в оформлении которой применены муравленые, т.е. с зелёной поливой изразцы. Вероятно, изразцы пришли в Ярославль с Востока, где часто бывали Гурьевы. На изразцовом фризе, идущем по периметру храма, помещена храмозданная запись, содержащая имена жертвователей, представителей двух поколений семьи Назарьевых-Гурьевых. В 1683−1684 гг. Иван Гурьев, его сыновья Михаил и Петр стали заказчиками росписей церкви Рождества Христова. На столпах — фигуры святых, из которых нижние представляют небесных покровителей семьи Назарьевых-Гурьевых.
В Москве Михаил и Иван Гурьевы построили в 1671 году каменные палаты в Большом Успенском переулке близ Покровской улицы (Потаповский пер., 6). В «Росписи дворов» 1688 года дом описывался так: «Двор гостей Гурьевых, у них на дворе полаты, половина крыта дерном, а другая крыта тесом, да чердак шатровой высокой, крыт тесом».  Внук Михаила Гурьева Алексей Афанасьевич Гурьев в 1728 году продал двор шталмейстеру Родиону Кошелеву. При последующих перестройках в нижнем этаже здания сохранялись своды построенных в 1671 году палат Гурьевых. Дом находится в руинированном состоянии.
В 1678 году московский гость Иван Гурьев был заказчиком плащаницы, вложенной им в Чудов монастырь московского Кремля.

## Гурьевы в фольклоре
Вот отрывок из былины «Садко»:
Стал Садко поторговывать,
Стал получать барыши великие.
Во своих палатах белокаменных
Устроил Садко все по-небесному:
На небе солнце — и в палатах солнце,
На небе месяц — и в палатах месяц,
На небе звезды — и в палатах звезды.
Потом Садко-купец, богатый гость,
Зазвал к себе на почестен пир
Тыих мужиков новогородскиих
И тыих настоятелей новогородскиих:
Фому Назарьева и Луку Зиновьева.